# Vrouwenmarathon van Tokio 1996
De Vrouwenmarathon van Tokio 1996 werd gelopen op zondag 17 november 1996. Het was de achttiende editie van deze marathon. Aan de wedstrijd mochten alleen vrouwelijke eliteloopsters meedoen.
De Japanse Nobuko Fujimura kwam als eerste over de finish in 2:28.58. Aangezien het evenement dit jaar ook dienstdeed als Japans kampioenschap op de marathon, won zij tevens de nationale titel.

## Uitslag
| rang   | naam                | land | tijd    |
| ------ | ------------------- | ---- | ------- |
| Goud   | Nobuko Fujimura     | JPN  | 2:28.58 |
| Zilver | Manuela Machado     | POR  | 2:29.32 |
| Brons  | Liz McColgan        | SCO  | 2:30.50 |
| 4      | Aurica Buia         | ROU  | 2:33.08 |
| 5      | Taeko Terauchi      | JPN  | 2:33.33 |
| 6      | Malgorzata Sobanska | POL  | 2:34.36 |
| 7      | Eri Yamaguchi       | JPN  | 2:35.23 |
| 8      | Fatuma Roba         | ETH  | 2:35.54 |
| 9      | Kayoko Obata        | JPN  | 2:37.10 |
| 10     | Noriko Kawaguchi    | JPN  | 2:38.45 |
| 11     | Emi Yamaoka         | JPN  | 2:39.43 |
| 12     | Mari Tanigawa       | JPN  | 2:40.22 |
| 13     | Tamaki Okuno        | JPN  | 2:42.07 |
| 14     | Chie Matsuda        | JPN  | 2:42.10 |
| 15     | Terumi Hatazawa     | JPN  | 2:42.43 |
| 16     | Alla Zhilyayeva     | RUS  | 2:44.14 |
| 17     | Chiaki Shigaki      | JPN  | 2:44.27 |
| 18     | Kaori Honda         | JPN  | 2:44.37 |
| 19     | Emi Saegusa         | JPN  | 2:44.42 |
| 20     | Miwako Kondo        | JPN  | 2:47.03 |
| 21     | Tamami Takei        | JPN  | 2:47.56 |
| 22     | Asako Tachibana     | JPN  | 2:48.42 |
| 23     | Mayumi Nagamori     | JPN  | 2:49.11 |
| 24     | Kumiko Suzuki       | JPN  | 2:50.52 |

Tokyo International Marathon (alleen mannen)

1981 · 1982 · 1983 · 1984 · 1985 · 1986 · 1987 · 1988 · 1989 · 1990 · 1991 · 1992 · 1993 · 1994 · 1995 · 1996 · 1997 · 1998 · 1999 · 2000 · 2001 · 2002 · 2003 · 2004 · 2005 · 2006

Tokyo International Women's Marathon (alleen vrouwen)

1979 · 1980 · 1981 · 1982 · 1983 · 1984 · 1985 · 1986 · 1987 · 1988 · 1989 · 1990 · 1991 · 1992 · 1993 · 1994 · 1995 · 1996 · 1997 · 1998 · 1999 · 2000 · 2001 · 2002 · 2003 · 2004 · 2005 · 2006 · 2007 · 2008

Tokyo Marathon (beide)

2007 · 2008 · 2009 · 2010 · 2011 · 2012 · 2013 · 2014 · 2015 · 2016 · 2017 · 2018 · 2019 · 2020 · 2021 · 2022 · 2023 · 2024